# Agromyza morivora
Agromyza morivora är en tvåvingeart som beskrevs av Mitsuhiro Sasakawa och Fukuhara 1965. Agromyza morivora ingår i släktet Agromyza och familjen minerarflugor. Inga underarter finns listade i Catalogue of Life.